# Leka (Noruega)
Leka é uma comuna da Noruega, com 108 km² de área e 636 habitantes (censo de 2004).         